# Закон на Тициус-Боде
Законът на Тициус-Боде е хипотеза, базираща се на емпиричното правило за разстоянията на планетите до Слънцето, което е доказано от Йохан Тициус през 1772 г. и популяризирано от Йохан Боде.

## Закон
Предположеният закон свърза размера на орбитите на планетите със степените на числото 2. По-точно, ако членовете на поредицата k=  0, 1, 2, 4, 8, 16,... се умножат с числото 3 и към полученото се добавя 4, се добива поредицата:
 4, 7, 10, 16, 28, 52, 100,...
За Слънчевата система законът свързва голямата полуос на орбитите на планетите, измервана в астрономически единици (АU), с числата:
 0.4, 0.7, 1.0, 1.6, 2.8, 5.2, 10.0,...
През 1781 г. Уилям Хершел открива планетата Уран, която се намира на 19,2 AU от Слънцето. В този случай изчисленията според закона на Тициус-Боде предсказват, че разстоянието е 19,6 AU и законът изглежда се потвърждава. Това подтиква астрономите към търсене на неизвестната планета, съответсваща на числото 2,8. Тя би трябвало да се намира между Марс и Юпитер, а нейното отсъствие хвърля съмнение върху валидността на закона.
На 1 януари 1801 г., италианският астроном Джузепе Пиаци открива планетата джудже Церера, която е на разстояние 2,8 AU от Слънцето. Впоследствие били открити още много обекти в тази област, позната днес като Астероиден пояс.
Местоположението на Нептун, открит по-късно, не се съгласува със закона, но Плутон се оказва на предсказаното място.
| Планета  | k   | T-Б пресметнато разстояние (AU) | Измервано разстояние (AU) | % отклонение (пресметнато спрямо измервано) |
| -------- | --- | ------------------------------- | ------------------------- | ------------------------------------------- |
| Меркурий | 0   | 0.4                             | 0.39                      | 2,56%                                       |
| Венера   | 1   | 0.7                             | 0.72                      | 2,78%                                       |
| Земя     | 2   | 1.0                             | 1.00                      | 0,00%                                       |
| Марс     | 4   | 1.6                             | 1.52                      | 5,26%                                       |
| Церера1  | 8   | 2.8                             | 2.77                      | 1,08%                                       |
| Юпитер   | 16  | 5.2                             | 5.20                      | 0,00%                                       |
| Сатурн   | 32  | 10.0                            | 9.54                      | 4,82%                                       |
| Уран     | 64  | 19.6                            | 19.2                      | 2,08%                                       |
| Нептун2  | 128 | 38.8                            | 30.06                     | 29,08%                                      |
| Плутон1  | 256 | 77.2                            | 39.44                     | 95,75%                                      |

1 Церера се приема за планета от 1801 до към 1860 г.; Плутон е приеман за планета от 1930 до 2006 г. (сега се считат за 'планети-джуджета').
2 Ако се пропусне Нептун и на това място се впише Плутон, отклонението е 1,62%.
Има хипотеза, според която Нептун е „прихваната“ при движението си чужда (не създадена в Слънчевата система) планета и е „застанала“ не на мястото на което ѝ се полага – в този случай Плутон изпълнява условието на закона Тициус-Боде.

## Съвременни възгледи
Според съвременните възгледи този закон е по-скоро емпирично правило, за което няма категорична формулировка и подкрепящ го извод. Откриването на екзопланетни системи съживява интереса към подобни закономерности.
Съобразява се, че в планетните системи, с нарастване на броя тела и ограничаване на размера, започват по-силно да се проявяват орбиталните резонанси. Системите се самонастройват към устойчиви разпределения, които се откриват във форма, подобна на предложения закон.
За общата формула се приема Xk= a + b . exp(c. k).